# Periclitena
Periclitena is een geslacht van kevers uit de familie bladkevers (Chrysomelidae).
De wetenschappelijke naam van het geslacht werd in 1902 gepubliceerd door Julius Weise.

## Soorten
- Periclitena cyanea (Clark, 1865)
- Periclitena fulvicollis Samoderzhenkov, 1988
- Periclitena limbata Laboissiere, 1929
- Periclitena melancholica (Baly, 1864)
- Periclitena sinensis (Fairmaire, 1888)
- Periclitena vigorsi (Hope, 1831)